# Cristaspora arxii
Cristaspora arxii är en svampart som beskrevs av Fort & Guarro 1984. Cristaspora arxii ingår i släktet Cristaspora och familjen Trichocomaceae.   Inga underarter finns listade i Catalogue of Life.